# Episynlestes intermedius
Episynlestes intermedius – gatunek ważki z rodziny Synlestidae.